# La Marmite
La Marmite ou L’Aululaire (latin : Aulularia) est une pièce de théâtre de Plaute (poète comique latin, 254 Av J.C.–184 av. J.-C.).

## Personnages
- Le Dieu Lare, Prologue
- Euclion, vieil avare, père de Phédrie
- Staphyla, vieille esclave
- Eunomie, sœur de Mégadore
- Mégadore, vieillard, oncle de Lyconide
- Lyconide, jeune homme amoureux de Phédrie, fils d'Eunomie
- Phédrie, jeune fille promise à Mégadore, fille d'Euclion
- Strobile, esclave de Lyconide
- Anthrax, cuisinier
- Congrion, cuisinier
- Pythodicus, esclave
- Phrygie, joueuse de flûte à bec
- Éleusie, joueuse de flûte à bec

## Pièce
Euclion a découvert dans sa cheminée une marmite pleine d'or qu'avait déposée secrètement son grand-père. Depuis ce jour, il vit dans la crainte d'être volé. Il soupçonne sa vieille servante Staphyla de l'épier pour s'emparer du trésor. Il accueille avec méfiance son riche voisin Mégadore, qui vient lui demander la main de sa fille Phédrie. Pourtant il finit par consentir au mariage car Mégadore assure qu'il payera les frais de mariage et que Euclion n'aura pas à payer de dot. 
Euclion ne se doute pas que la jeune fille a été violée par Lyconide (le neveu de Mégadore), et qu'elle est enceinte. Pour se racheter, Lyconide prévoit de se marier avec elle. Pour mettre son or en lieu sûr, Euclion le transporte dans le temple de la Bonne Foi ; or, il a été suivi par Strobile, l'esclave de Lyconide. Mais Strobile n'a pas le temps de dérober la précieuse marmite car Euclion revient et il fouille consciencieusement Strobile. Euclion transporte alors son trésor dans le bois du dieu Silvain ; cette fois, Strobile, qui a continué sa surveillance, arrive à prendre l'or. Euclion se lamente dans un monologue désespéré. Puis, comme Lyconide vient à passer, il le soupçonne et le presse de questions ; le jeune homme s'imagine que l'état de Phédrie a été découvert, et ses efforts pour se justifier provoquent un quiproquo comique, Euclion rapportant au trésor tout ce que le jeune homme lui dit au sujet de sa fille. Averti ensuite par Strobile de ce qui s'est passé, Lyconide veut rendre la précieuse marmite à Euclion. Puis il lui rend la marmite avec une condition : celle d'épouser sa fille. Euclion accepte.

## Postérité
L'Aulularia a fortement influencé Molière dans l'écriture de L'Avare. Plusieurs répliques de L'Avare sont notamment des traductions de répliques de La Marmite.